# 아키야마 타다시
아키야마 타다시(일본어: あきやま ただし)는 일본의 그림책 작가, 일러스트레이터이다. 1964년 출생.

## 대표작
- 하나캇파(はなかっぱ)
- 팬티 빤쿠로(パンツぱんくろう)
- 마메우시 시리즈(まめうしシリーズ)
- 변신 시리즈(へんしんシリーズ)
- 타마고니이짱 시리즈(たまごにいちゃんシリーズ)